# اچ‌دی ۲۶۳۸
اچ‌دی ۲۶۳۸ یک ستاره است که در صورت فلکی نهنگ قرار دارد.